# Магритт (кинопремия, 2019)
9-я церемония вручения премии бельгийской Академии Андре Дельво «Магритт» за 2018 год состоялась 2 февраля 2019 года в конференц-центре «Квадрат» в историческом месте Брюсселя — горе Искусств. Номинанты в 22 категориях были объявлены 11 января 2019 года. Наибольшее количество номинаций получили фильмы Жана-Франсуа Энсгенса и Франсуа Трукена «Убийцы» и «Девочка» Лукаса Донта (по 9), «Пусть трупы загорают» режиссёров Элен Катте и Брюно Форзани (8), «Наши сражения» Гийома Сене и «Часть тени» Сэмюэля Тильмана (по 7).
Фильм Гийома Сене «Наши сражения» был отмечен наибольшим количеством наград — 5, в том числе как «Лучший фильм» 2018 года и за лучшую режиссёрскую работу. Почётный «Магритт» достался бельгийскому кинорежиссёру-аниматору Раулю Серве.
Президентами 9-й церемонии «Магритта» были режиссёр-аниматор Венсан Патар и кинорежиссёр Стефан Обье. В Бельгии церемонию транслировала телекомпания La Deux. Её ведущим впервые выступил комик Алекс Визорек.

## Статистика
Фильмы, получившие несколько номинаций.
| Фильм                              | Номинаций | Наград |
| ---------------------------------- | --------- | ------ |
| • Девочка                          | 9         | 4      |
| • Убийцы                           | 9         | 1      |
| • Пусть трупы загорают             | 8         | 3      |
| • Наши сражения                    | 7         | 5      |
| • Часть тени                       | 7         | 1      |
| • Горькие цветы                    | 4         | 1      |
| • Однажды в Германии               | 4         | 1      |
| • Дикая часть                      | 3         | 0      |
| • Мой Кет                          | 3         | 1      |
| • Икар                             | 1         | 1      |
| • Кольцо на пальце                 | 1         | 1      |
| • Когда арабы танцевали            | 1         | 1      |
| • Ни судья, ни подсудимая          | 1         | 1      |
| • Человек, который убил Дон Кихота | 1         | 1      |

## Список лауреатов и номинантов
| Лучший фильм | Лучший режиссёр |
| --- | --- |
| ★ «Наши сражения» / Nos batailles — Гийом Сене - «Горькие цветы» / Bitter Flowers — Оливье Мейс - «Мой Кет» / Mon Ket — Франсуа Дамьен - «Пусть трупы загорают» / Laissez bronzer les cadavres — Элен Катте, Брюно Форзани - «Убийцы» / Tueurs — Жан-Франсуа Энсгенс, Франсуа Трукен | ★ Гийом Сене — «Наши сражения» - Элен Катте и Брюно Форзани — «Пусть трупы загорают» - Оливье Мейс — «Горькие цветы» - Жан-Франсуа Энсгенс и Франсуа Трукен — «Убийцы» |
| Лучший актёр | Лучшая актриса |
| ★ Виктор Полстер — «Девочка» - Франсуа Дамьен — «Мой Кет» - Оливье Гурме — «Убийцы» - Бенуа Пульворд — «На посту!» | ★ Любна Азабаль — «Убийцы» - Сесиль де Франс — «Мадемуазель де Жонкьер» - Иоланда Моро — «Мне по кайфу!» - Наташа Ренье — «Часть тени» |
| Лучший актёр второго плана | Лучшая актриса второго плана |
| ★ Арье Вортхальтер — «Девочка» - Йоанн Блан — «Часть тени» - Були Ланнерс — «Убийцы» - Пьер Нисс — «Пусть трупы загорают» | ★ Люси Дебе — «Наши сражения» - Таня Гарбарски — «Однажды в Германии» - Саломе Ришар — «Дикое начало» - Эрика Сент — «Часть тени» |
| Самый многообещающий актёр | Самая многообещающая актриса |
| ★ Тома Мюстен — «Обмен принцессами» - Базиль Грюнбергер — «Наши сражения» - Батист Лальё — «Часть тени» - Маттео Саламон — «Мой Кет» | ★ Лена Жирар Восс — «Наши сражения» - Мирьем Ахедью — «Часть тени» - Беренис Баоо — «Убийцы» - Навель Мадани — «Это всё мне» - Анаэль Снук — «Дикие мальчишки» |
| Лучший сценарий | Лучший первый фильм |
| ★ Лукас Донт и Анджело Тессенс — «Девочка» - Оливье Мейс и Мартен Луа — «Горькие цветы» - Сэм Гарбарски — «Однажды в Германии» - Гийом Сене — «Наши сражения» | ★ «Горькие цветы» — Оливье Мейс - «Дикое начало» — Герин Ван де Ворст - "Убийцы — Жан-Франсуа Энсгенс и Франсуа Трукен - «Часть тени» — Сэмюел Тильман |
| Лучший фламандский фильм | Лучший иностранный фильм совместного производства |
| ★ «Девочка» — Лукас Донт - «Бандос» — Адиль Эль Арби и Билал Фалла - «Не стреляйте» — Стиин Конинкс - «Ангел» — Коэн Мортье | ★ «Человек, который убил Дон Кихота» — Терри Гиллиам (Испания/Великобритания/Франция/Португалия) - «Нико, 1988» — Сузанна Никкьярелли (Италия/Бельгия) - «Смерть Сталина» — Армандо Ианнуччи (Великобритания/Франция) - «Счастливый принц» — Руперт Эверетт (Великобритания/Германия) |
| Лучший оператор | Лучшие декорации |
| ★ Мануель Дакоссе — «Пусть трупы загорают» - Франк ван ден Эеден — «Девочка» - Жан-Франсуа Энсгенс — «Убийцы» | ★ Алина Сантос — «Пусть трупы загорают» - Филипп Бертен — «Девочка» - Вероника Сакре — «Однажды в Германии» |
| Лучший дизайн костюмов | Лучшая оригинальная музыка |
| ★ Натали Леборнь — «Однажды в Германии» - Катрин ван Бри — «Девочка» - Джеки Фоконье — «Пусть трупы загорают» | ★ Симон Франске — «Когда арабы танцевали» - Мануель Ролан и Маартен ван Каувенберге — «Дикое начало» - Винсент Либен — «Часть тени» |
| Лучший звук | Лучший монтаж |
| ★ Ив Бемельман, Ден Бруйландт, Оливье Тис, Бенуа Бираль — «Пусть трупы загорают» - Янна Соэндженс — «Девочка» - Марк Энгельс, Томас Гаудер, Ингрид Симон — «Убийцы» | ★ Жули Брента — «Наши сражения» - Ален Дессаваж — «Девочка» - Бернар Битс — «Пусть трупы загорают» |
| Лучший игровой короткометражный фильм | Лучший анимационный короткометражный фильм |
| ★ «Икар» — Николя Букар - «Из одного замка в другой» — Эммануель Марр - «Лихо» — Северин де Стрейкер и Максим Фейерс - «Сестра» — Дельфин Жирар ★ Kapitalistis — Пабло Муньос Гомес                                                                                                  | ★ «Кольцо на пальце» — Жерландо Инфузо - «Карнавальный симбиоз» — Росио Альварес - Le Quatuor à cornes — Арно Демёйнк и Бенжамин Боттела - «Не сегодня» — Марин Жакоб |
| Лучший документальный фильм | |
| ★ «Ни судья, ни покорность» — Жан Либон - «Велогонка» — Мерил Фортуна-Росси и Валери Розье - «Ковбои и индейцы, кинотеатр Патар и Обье» — Фабрис Дю Вельц - «Маню» — Эмманюэль Бонмарьяж - «Митра» — Хорхе Леон                                                                      | |
| Почётный Магритт | |
| ★ Рауль Серве | |